# Mistrzostwa Świata w Biathlonie 1967
8. Mistrzostwa świata w Biathlonie 1967 odbyły się we wschodnioniemieckiej miejscowości Altenberg. Zawodnicy startowali w dwóch konkurencjach: biegu indywidualnym mężczyzn na 20 km i sztafecie mężczyzn 4x7,5 km.

## Wyniki

### Bieg indywidualny
| Pozycja | Zawodnik                | Narodowość     | Strzelanie   | Wynik     |
| ------- | ----------------------- | -------------- | ------------ | --------- |
|         | Wiktor Mamatow          | ZSRR           | 6 (0+1+2+3)  | 1:18:34,1 |
|         | Stanisław Szczepaniak   | Polska         | 5 (1+3+1+0)  | +10:47,2  |
|         | Jon Istad               | Norwegia       | 12 (0+3+3+6) | +11:29,6  |
| 4.      | Rinat Safin             | ZSRR           | 13 (2+4+2+5) | +11:34,6  |
| 5.      | Ola Wærhaug             | Norwegia       | 14 (2+5+1+6) | +12:40,6  |
| 6.      | Erkki Ala-Honkola       | Finlandia      | 13 (3+7+0+3) | +12:58,2  |
| 7.      | Ragnar Tveiten          | Norwegia       | 15 (3+3+0+9) | +12:59,5  |
| 8.      | Horst Koschka           | NRD            | 11 (1+7+1+2) | +15:25,1  |
| 9.      | Aleksandr Tichonow      | ZSRR           | 19 (2+6+5+6) | +15:37,1  |
| 10.     | Heikki Flöjt            | Finlandia      | 18 (1+8+3+6) | +15:53,7  |
| 11.     | Sten Eriksson           | Szwecja        | 8 (1+4+1+2)  | +15:53,8  |
| 12.     | Torgeir Tallerås        | Norwegia       | 18 (2+6+3+7) | +16:44,1  |
| 13.     | Pavel Ploc              | Czechosłowacja | 15 (2+5+1+7) | +17:10,9  |
| 14.     | Ladislav Mundil         | Czechosłowacja | 14 (3+3+1+7) | +17:43,8  |
| 15.     | Olle Petrusson          | Szwecja        | 15 (5+3+1+6) | +18:53,5  |
| ...     |                         |                |              |           |
| 24.     | Józef Stopka            | Polska         | 15 (2+5+2+6) | +20:59,4  |
| 40.     | Stanisław Łukaszczyk    | Polska         | 21 (2+7+3+9) | +28:03,6  |
| 49.     | Józef Gąsienica-Sobczak | Polska         | 29 (8+9+3+9) | +34:34,8  |

### Sztafeta
| Pozycja | Zawodnicy                                                               | Reprezentacja | Strzelanie | Wynik     |
| ------- | ----------------------------------------------------------------------- | ------------- | ---------- | --------- |
|         | Jon Istad Ragnar Tveiten Ola Wærhaug Olav Jordet                        | Norwegia      | ?          | 2:52:41,5 |
|         | Aleksandr Tichonow Wiktor Mamatow Rinat Safin Nikołaj Puzanow           | ZSRR          | ?          | 3:03:11,8 |
|         | Olle Petrusson Tore Eriksson Holmfrid Olsson Sture Ohlin                | Szwecja       | ?          | 3:04:47,3 |
| 4.      | Constantin Carabela Gheorghe Cimpoia Nicolae Bărbășescu Vilmoș Gheorghe | Rumunia       | ?          | 3:07:30,9 |
| 5.      | Wolfgang Böttner Egon Schnabel Helmut Klöpsch Horst Koschka             | NRD           | ?          | 3:09:47,3 |
| 6.      | Józef Rubiś Józef Gąsienica-Sobczak Stanisław Łukaszczyk Józef Stopka   | Polska        | ?          | 3:11:11,7 |
| 7.      | Heikki Flöjt Martti Jantunen Kalevi Vähäkylä Erkki Ala-Honkola          | Finlandia     | ?          | 3:12:57,2 |
| 8.      | Louis Romand Gilbert Mercier Jean-Claude Viry Paul Romand               | Francja       | ?          | 3:13:25,7 |

## Klasyfikacja medalowa
| Miejsce | Państwo  |   |   |   | Razem |
| ------- | -------- | - | - | - | ----- |
| 1       | ZSRR     | 1 | 1 | 0 | 2     |
| 2       | Norwegia | 1 | 0 | 1 | 2     |
| 3       | Polska   | 0 | 1 | 0 | 1     |
| 4       | Szwecja  | 0 | 0 | 1 | 1     |